# Bunyaruguru
Le Bunyaruguru, également appelé Kichwambe, est un champ volcanique de l'Ouganda.

## Géographie
Le Bunyaruguru est situé en Afrique de l'Est, dans le Sud-Ouest de l'Ouganda, dans le centre de la branche occidentale de la vallée du Grand Rift, entouré par le lac Édouard à l'ouest et le lac Georges au nord. Il est séparé du Katwe-Kikorongo par le canal de Kazinga.
Ce champ volcanique est composé de plus de 130 maars, dont 27 contiennent des lacs d'eau douce à salée, allongés selon un axe sud-ouest-nord-est le long du bord ouest de la vallée du Grand Rift et entre lesquels se logent des cônes de tuf culminant à 1 554 mètres d'altitude et des coulées de lave foïditique.

## Histoire
La date des dernières éruptions du Bunyaruguru sont inconnues mais semblent s'être produites à l'Holocène.